# Atelopus orcesi
Atelopus orcesi — вид отруйних жаб родини Ропухові (Bufonidae). 

## Поширення
Вид є ендеміком Еквадору, де зустрічається лише у провінції Сукумбіос. Мешкає у тропічному гірському дощовому лісі та річках на висоті 2400 м над рівнем моря.

## Опис
Самиці сягають 4,2 см завдовжки, самці дрібніші- 2,9 см.